# Matthias Nilimaa
Yngve Mikael Matthias Nilimaa, född 13 mars 1970 i Kiruna, är en svensk före detta professionell ishockeyspelare (center).
Han har spelat för bland annat HV71, Linköping HC och Frölunda HC i Elitserien under sin karriär.